# توداي واز أي فيريتيل
اليوم كان قصة خيالية أو توداي واز أي فيريتيل (بالإنجليزية: Today Was a Fairytale)‏ أغنية بوب ريفي للفنانة الأمريكية تايلور سويفت. أطلقت شركة بيغ ماشين الأغنية في 19 يناير، 2010 كأغنية منفردة ترويجية للفيلم عيد الحب، حيث مثات تايلور في الفيلم، وأدخلت بعدها الأغنية في ألبوم أغاني الفيلم. تتحدث الأغنية بشكل عام عن موعد أول سحري ومثالي.
أعجب النقاد بالأغنية، ووصفوها بأنها أفضل أغنية في ألبوم الفيلم. وتمتعت الأغنية بنجاح تجاري حيث وصلت إلى قمة مركز سباقات الأغاني في كندا. وروجت سويفت للأغنية وأضمنتها في قائمة أغاني جولة الجرأة.